# Pamela Hensley
Pour les articles homonymes, voir Hensley.
Pamela Hensley est une actrice américaine née le 3 octobre 1950 à Glendale, Californie (États-Unis).

## Filmographie
- 1970 : Le Reptile (There Was a Crooked Man...) : Edwina
- 1971 : Making It : Bargirl
- 1973 : Self-Portrait
- 1973 : The New Treasure Hunt (série télévisée) : Model (1973-1974)
- 1974 : La Loi (The Law) (TV) : Cindy Best
- 1975 : The Specialists (TV)
- 1975 : Death Among Friends (TV) : Connie Benson
- 1975 : Rollerball : Mackie
- 1975 : Doc Savage: The Man of Bronze : Mona
- 1977 : Kingston: Confidential (série télévisée) : Beth Kelly
- 1977 : L'Homme qui valait trois milliards (The Six Million Dollar Man) (série) (saison 4 épisode 13) : Jenny
- 1977 : L'Homme qui valait trois milliards (The Six Million Dollar Man) (série) (saison 5 épisode 1) : Cynthia Grayland
- 1978 : Sharks (TV) : Cynthia Grayland
- 1979 : Buck Rogers au XXVe siècle (Buck Rogers in the 25th Century) : Princess Ardala
- 1979 : The Rebels (TV) : Charlotte Waverly
- 1980 : Le Plus Secret des agents secrets (The Nude Bomb) : Agent 35
- 1980 : Condominium (TV) : Drusilla Byrne
- 1979 : 240-Robert (série télévisée) : Deputy Sandy Harper (1981)
- 1982 : Rooster (TV) : Bunny Richter
- 1982 : Matt Houston ("Matt Houston") (série télévisée) : C.J. Parsons
- 1983 : Déclics (Double Exposure) : Sgt. Fontain